# Ceroxylon ceriferum
Ceroxylon ceriferum es una especie de planta fanerógama perteneciente a la familia Arecaceae. Es originaria de Colombia y Venezuela, donde se encuentra en la Sierra Nevada de Santa Marta y la Cordillera de la Costa (Aragua, Miranda, Distrito Federal, Táchira) respectivamente.

## Descripción
Ceroxylon ceriferum tiene un tallo solitario, que alcanza los 7-10 (-25) m de alto, 14,5 a 28,0 cm de diámetro, plateados, cubiertos con una capa bastante fina de cera. Las hojas 8-12, horizontales o ascendentes y arqueadas, en una corona hemisférica 86-116 pinnas en cada lado, regularmente dispuestas en un plano horizontal y recta a pendular en la parte basal de la hoja. Los frutos globosos, de color rojo anaranjado cuando están maduros.

## Taxonomía
Ceroxylon ceriferum fue descrita por (H.Karst.) Pittier y publicado en Bol. Ci. Technol. 1: 10. 1926.
Etimología
Ceroxylon: nombre genérico compuesto de las palabras griegas: kèròs = "cera" y xγlon = "madera",  en referencia a la gruesa cera blanca que se encuentra en los troncos.
ceriferum: epíteto latíno que significa "que tiene cera"
Sinonimia
- Beethovenia cerifera Engl.
- Ceroxylon beethovenia Burret
- Ceroxylon ceriferum (H. Karst.) H. Wendl.
- Ceroxylon interruptum (H.Karst.) H.Wendl.
- Ceroxylon klopstockia Mart.
- Ceroxylon schultzei Burret
- Iriartea klopstockia W.Watson
- Iriartea nivea W.Watson
- Klopstockia cerifera H.Karst.
- Klopstockia interrupta H.Karst.[5][6]

## Nombre común
- Palma de cera, palma de ramo (Colombia), siri (Arhuaco, Colombia), ramo bendito (Venezuela).[7]